# Lányi-legelő
Lányi-legelő este o arie protejată (arie specială de conservare — SAC, sit de importanță comunitară — SCI) din Ungaria întinsă pe o suprafață de 411,07 ha, integral pe uscat.

## Localizare
Centrul sitului Lányi-legelő este situat la coordonatele 47°12′23″N 21°42′04″E / 47.206389°N 21.701111°E.

## Înființare
Situl Lányi-legelő a fost declarat sit de importanță comunitară în mai 2004 pentru a proteja 1 specie de plante și 2 specii de animale. Situl a fost protejat și ca arie specială de conservare în februarie 2010.

## Biodiversitate
Situată în ecoregiunea panonică, aria protejată conține 2 habitate naturale: Stepe și mlaștini sărate panonice, Pajiști stepice panonice pe loess.
La baza desemnării sitului se află mai multe specii protejate:
- plante (1): Cirsium brachycephalum
- nevertebrate (2): Gortyna borelii lunata, fluturele purpuriu (Lycaena dispar)

Pe lângă speciile protejate, pe teritoriul sitului au mai fost identificate 1 specie de nevertebrate.